# Мытищинский лесопарк
Мытищинский лесопарк — участковое лесничество в северной части национального парка Лосиный остров. Располагается в Московской области, на территории городских округов Мытищи и Королёв.
На территории лесопарка находятся детский эколого-просветительский центр «Торфопредприятие», эколого-просветительский центр «Чаепитие в Мытищах» и другие объекты.

## Сведения о территории
Площадь лесов: 2130 га. 

Перечень кварталов или их частей: 2, 3, 4-13, 15-17, 18-30, 31 (сев. часть), 33 — 35, 38, 39, 47, 49 (Егерский участок), 56 — 63, 64 (кроме 150-метровой полосы вдоль русла реки Яузы), 68 (выделы 1—10), 69 (часть к северу от дороги), 74 (южная часть).

## Геоморфология местности
Территория Мытищинского лесопарка расположена в южной части водораздела между реками Клязьма и Яуза на Мытищинской водно-ледниковой равнине. Местность представляет собой выровненный рельеф с небольшим уклоном с севера на юг; отделена от остальной части Лосиного острова Верхне-Яузским водно-болотным комплексом.